# Коронавірусна хвороба 2019 на Арубі
Епідемія коронавірусної хвороби 2019 на Арубі — це поширення пандемії коронавірусної хвороби 2019 на територію Аруби. Перший випадок хвороби на острові зареєстровано 13 березня 2020 року. 29 травня всі зареєстровані до цього часу випадки хвороби одужали. 29 червня на острові виявлено 2 нових випадки хвороби.

## Хронологія

### Березень 2020 року
13 березня 2020 року прем'єр-міністр острова Евелін Вевер-Крус повідомила про перші два підтверджені випадки коронавірусної хвороби на острові. Після цього Аруба обмежила в'їзд всіх осіб, які прибувають з Європи повітряним та морським шляхом, починаючи з 15 березня на період до 31 березня, за винятком громадян Аруби. На острові призупинено заняття у всіх державних та приватних учбових закладах, а також усі багатолюдні громадські заходи.
15 березня 2020 року приблизно о 20:00 за тихоокеанським часом прем'єр-міністр Аруби Евелін Вевер-Кроес заявила, що буде введено заборона на в'їзд усіх громадян з-за кордону, що розпочнеться опівночі 16 березня, та закінчиться 31 березня 2020 року. Винятком із цього правила буде дозвіл на в'їзд жителів Аруби. Для мешканців також буде запроваджено консультації щодо поїздок за кордон, на той момент виїзд з острова для його жителів є забороненим. На цей день на Арубі було два підтверджених випадки коронавірусної хвороби. Це обмеження не діє на іноземців, які на той час перебували на острові, вони можуть повернутися додому.
16 березня на Арубі виявлено третій випадок хвороби, який зареєстровано в лікаря, яка нещодавно повернулася з відпустки в Нью-Йорку. У неї не було жодних симптомів хвороби, проте їй провели тест на коронавірус, який показав, що вона хвора коронавірусною хворобою.
17 березня виявлено четвертий випадок хвороби на острові в одного з туристів.
20 березня повідомлено про виявлення п'ятого випадку коронавірусної хвороби. Новим хворим став співробітник аеропорту, який повернувся з Нью-Йорка, де він проводив відпустку. Повідомлення про новий випадок хвороби оприлюдено на наступний день після публічного протесту працівників аеропорту у зв'язку з відсутністю заходів безпеки в аеропорту для захисту його працівників від зараження коронавірусом.
21 березня повідомлено про ще 3 випадки хвороби, загальна кількість випадків зросла до 8. Випадки зареєстровані в двох осіб, які прибули з-за меж Аруби (одна особа з Нью-Йорка та одна з Маямі). Третій випадок за цей день ймовірно був першим випадком місцевої передачі вірусу.
22 березня повідомлено, що дев'ятим випадком на острові став співробітник Карибського торгового банку, який повернувся з поїздки до США. Після повернення він працював порівняно короткий час, і не контактував із клієнтами. У той же день банк закрив філію на невизначений термін.
23 березня повідомлено про 3 нові випадки хвороби, з яких два випадки місцевої передачі вірусу, та один випадок завезений з Колумбії.
24 березня виявлено 5 нових випадків, загальна кількість випадків зросла до 17. Хоча це виглядає великим стрибком кількості випадків, проте в цей день кількість тестувань збільшилось з 20 до 40 на день. З цих 5 випадків три випадки місцевої передачі вірусу.
25 березня повідомлено лише про два нових випадки, загальна кількість випадків зросла до 19. Ймовірно, лише незначний приріст випадків хвороби є наслідком кардинальних заходів, вжитих у цьому місяці раніше, зокрема запровадження комендантської години. Нові випадки зареєстровані в особи, яка повернулась з Колумбії, та особи, яка інфікувалась унаслідок місцевої передачі вірусу.
26 березня повідомлено про 9 нових випадків хвороби, загальна кількість випадків зросла до 28. Це, ймовірно, пов'язано зі збільшенням кількості тестувань, яке подвоїлося порівняно з початком поширення хвороби (з 50 до 100 на день). Кілька випадків є працівниками інституту психічного здоров'я Аруби, який знаходиться недалеко від лікарні, де лікуються хворі коронавірусною хворобою.
27 березня повідомлено про виявлення 5 нових випадків хвороби, загальна кількість випадків хвороби на острові зросла до 33. Усі вони інфіковані місцевою передачею вірусу, серед них один співробітник інституту психічного здоров'я, де напередодні виявлено інфікування кількох співробітників.
28 березня на острові зареєстровано 13 нових випадків хвороби, найбільша кількість за добу на цей день, загальна кількість випадків зросла до 46. Даних за шлях інфікування нових хворих не було.
29 березня зареєстровано лише 4 нових випадки хвороби (всього 50). Можлива причина зниження виявлення нових випадків хвороби є наслідком проведення заходів з боротьби з поширенням хвороби, які розпочалися 15 березня. Спочатку зареєстровано 6 випадків хвороби за добу, проте два з них виявились помилковими.
31 березня зареєстровано 5 нових випадків хвороби, загальна кількість випадків зросла до 55. 4 хворих були госпіталізовані, з них один у відділення зпідвищеним наглядом та один у відділення інтенсивної терапії.

### Квітень 2020 року
2 квітня 2020 року на острові зареєстровано 5 нових випадків хвороби, загальна кількість випадків досягла 60.
3 квітня зареєстровано 2 нових випадки хвороби, загальна кількість випадків зросла до 62. На цей день госпіталізовані 9 хворих.
4 квітня зареєстровано лише 2 випадки хвороби, загальна кількість випадків зросла до 64. Чутки про те, що в Саванеті було виявлено понад 40 випадків хвороби, були швидко спростовані національною службою охорони здоров'я.
6 квітня 2020 року на острові зареєстровано 7 нових випадків хвороби. На цей день на острові проведено 910 тестувань, з них 838 негативних, а одне тестування ще знаходилось у роботі.
7 квітня зареєстровано 3 нові випадки хвороби, загальна кількість випадків зросла до 74. 14 хворих одужали, загальне число активних випадків становило 60. Міністерство внутрішніх справ Королівства Нідерландів заявило, що 6 острівних територій (Аруба, Бонайре, Кюрасао, Саба, Сінт-Естатіус та Сінт-Мартен) тісно співпрацюють з метою забезпечення необхідної медичної допомоги, та що уряд Нідерландів веде переговори з Колумбією про забезпечення жителів островів спеціалізованою медичною допомогою. Арубський ді-джей Ша Кінг Аррінделл помер у Нью-Йорку від COVID-19 у віці 34 років.
8 квітня на Арубі зареєстровано 3 нові випадки хвороби, загальна кількість випадків зросла до 77. Нових одужань не зареєстровано, тому кількість активних випадків становила 63. Рейтингове агентство «Fitch Ratings» знизило рейтинг Аруби до ВВ (неінвестиційний) через очікуване зменшення доходу від туризму та очікуване збільшення боргу.
9 квітня зареєстровано 5 нових випадків хвороби, загальна кількість випадків зросла до 82. Зареєстровано 6 нових випадків одужання, кількість активних випадків становила 62. США повідомили про організацію репатріаційного рейсу для американців, які опинились у складному стані.
10 квітня виявлено ще 4 випадки хвороби, зареєстровано ще 5 одужань. На цей день кількість активних випадків на острові становила 59. На цей день на Арубі протестовано 1058 осіб. Уряд Нідерландів відправив до Арубу, Бонайре та Кюрасао додаткові апарати штучної вентиляції легень, ліки та захисне обладнання. У цьому вантажі також відправлено 12 спеціальних ліжок для відділень інтенсивної терапії на Арубі.
11 квітня зареєстровано 4 нових випадки хвороби, загальна кількість випадків зросла до 92, зареєстровано 2 одужання. На той день на острові було 63 активних випадків хвороби.
Прем'єр-міністр Аруби Евелін Вевер-Кроес заявила, що розчарована розміром екстреної допомоги Арубі від уряду Нідерландів. Аруба могла взяти в борг близько 21 мільйона євро, але просила допомогу в 200 мільйонів євро. Прем'єр-міністр острова заявила, що оцінила позику, але не погодилася з її розміром, оскільки економіка острова значною мірою залежить від туризму.
12 квітня на острові не зареєстровано нових випадків хвороби, одужали ще 3 хворих, на острові зареєстровано 60 активних випадків хвороби.
13 квітня лікарня імені доктора Гораціо Е. Одубера, єдина лікарня на Арубі, яка мала 6 ліжок інтенсивної терапії, спочатку збільшила місткість відділення інтенсивної терапії до 21 ліжка, а на той момент уже розгорнуто 33 ліжка інтенсивної терапії. На той час у відділенні інтенсивної терапії перебувало 3 хворих.
14 квітня в місцевого перукаря, який був госпіталізований та знаходився у відділенні інтенсивної терапії, підтверджено позитивний результат тесту на коронавірус.
15 квітня Аруба повідомила про першу смерть, пов'язану з COVID-19. На той день зареєстровано 93 випадки хвороби та 39 одужань. Наступного дня повідомлено про другу смерть. Один із жителів острова захворів, і мав пройти тестування наступного дня, але перед тестуванням помер. Унаслідок цього в цього хворого коронавірусна хвороба підтверджена посмертно.
17 квітня прем'єр-міністр острова заявила, що у зв'язку з пандемією COVID-19 Аруба переживає важку економічну кризу, і що немає жодних гарантій того, що зарплата державних службовців може бути виплачена протягом найближчих трьох місяців. У зв'язку з цим зарплату держслужбовцям буде знижено на 15 %. Скорочення пізніше переглянуто до 12,6 % для державних службовців, 20 % для міністрів, посадових осіб, радників та директорів та 4,5 % для пенсіонерів державної служби.
19 квітня опубліковане прохання до всіх легальних та нелегальних мігрантів, які опинились на Арубі та не можуть дозволити собі репатріацію, зареєструватися для добровільної репатріації.
23 квітня 21 з 35 найнятих американських медичних працівників прибув на Арубу. Вони пройдуть тестування та будуть знаходитись на самоізоляції 7 днів, після чого почнуть працювати в лікарні імені доктора Гораціо Е. Одубера.
24 квітня підтверджено, що в одного із найнятих медичних працівників підтвердився позитивний результат на COVID-19. Після цього негайно всіх американських працівників відправили назад до США.
28 квітня 2020 року консульство США організувало репатріаційний рейс на 10 травня для американських громадян, які опинились на Арубі, Бонайре та Кюрасао. Літак вилетить з міжнародного аеропорту імені королеви Беатрікс на Арубі, і прибуде до міжнародного аеропорту Голлівуд у Форт-Лодердейлі.
29 квітня бюджет острова на 2020 рік затверджений у парламенті із доповненням, за яким зарплата на острові знижується на 25 % до кінця року.
30 квітня повідомлено, що школи на острові не відкриються 11 травня.

### Травень 2020 року
1 травня уряд Нідерландів затвердив «м'яку» допомогу в розмірі 49,5 мільйонів флоринів (близько 27,6 мільйонів доларів США) для Аруби, яку потрібно буде виплатити за два роки без відсотків.
7 травня на Арубі зареєстровано третю смерть від коронавірусної хвороби, помер 70-річний чоловік.
12 травня. Оскільки тисячі сімей на Арубі залежать від продовольчої допомоги, актор та телепродюсер Яндіно Аспораат, який народився на Кюрасао, зібрав понад 1 мільйон євро на продовольчу допомогу для Кюрасао, Аруби та Сінт-Мартена.
17 травня прем'єр-міністр Евелін Вевер-Крус прийняла умови, встановлені урядом Нідерландів щодо надання пільгової позики острову на 113,3 мільйонів флоринів (близько 58 млн євро).
29 травня всі хворі на острові одужали.

### Червень-серпень 2020 року
29 червня 2020 року виявлено два нових випадки хвороби.
5 серпня відбулося різке зростання кількості активних випадків хвороби після виявлення 39 випадків місцевого інфікування.
8 серпня було виявлено рекордну кількість нових випадків. Заборонено збиратися групами понад 4 особи, всім жителям острова за можливості рекомендовано залишатися вдома.

## Заходи боротьби з епідемією
15 березня 2020 року прийнято рішення закрити школи на тиждень з 16 по 20 березня. Фактично це було лише введення карантину на два навчальні дні, оскільки 18, 19 та 20 березня і так були вихідними днями у зв'язку з державним святом державного свята (День прапора Аруби, 18 березня). 17 березня вирішено закрити школи до кінця березня. Школам запропоновано розробити план онлайн-занять, щоб мінімізувати можливість інфікування. 15 березня також обмежений в'їзд для всіх осіб, які прибувають з Європи повітряним та морським транспортом. 16 березня обмежений в'їзд всім прибулим з-за кордону.
19 березня 2020 року на Арубі з 21 березня встановлений безстроковий комендантський час щодня з 21:00 до 6:00. За порушення комендантського режиму передбачений штраф до 10 тисяч арубських флоринів (понад 5 тисяч доларів США). Крім того всі магазини повинні закриватися щодня о 20:00. На Арубі встановлено режим локдауну, при якому забороняється в'їзд на острів. Порожнім літакам дозволено сідати в аеропортах, щоб вивезти людей, зокрема туристів, з острова, для повернення додому.
24 березня затверджено перелік максимальних цін на товари першої необхідності.
25 березня після встановлення комендантської години журналісти виступили проти цього рішення, та написали листи до міжнародної журналістської організації за підтримкою, які вони підтримали отримали. Велике обурення спричинило відношення до репортера нідерландського телебачення, якого 23 березня заарештували і оштрафували на 1000 флоринів за недотримання комендантської години. Після цього випадку прем'єр-міністр остова заявила, що журналістам дозволять виходити на вулиці під час комендантської години, але дозвіл будуть надавати одночасно лише 3 визначеним представникам преси, і вони повинні бути готовими до перевірки їх поліцією та належним чином ідентифікувати себе як представників преси.
26 березня повідомлено, що з 29 березня встановлюється режим ізоляції вдома для всіх жителів острова, що означає, що ніхто не може виходити з дому за будь-якої потреби, крім життєво необхідних випадків, зокрема покупка продовольчих товарів та відвідування лікаря. Заняття спортом також дозволяються, якщо люди дотримуватимуться необхідної дистанції, оскільки це важливо для підтримання здоров'я. Ці заходи запроваджено щонайменше на два тижні.
7 квітня 2020 року уряд Аруби посилює карантинні заходи щодо невиходу на вулицю жителям острова на Великодні вихідні. Зміни запроваджуються на Страсну п'ятницю та Великодню неділю. У ці дні всі заклади будуть зачинені, за винятком обслуговування на винос у ресторанах, та доставка їжі на автомобілі, автозаправних станцій, лікарень та аптек. Крім того, заборонено відвідувати пляжі та збиратися групами 4 або більше осіб. Дозволено збиратися разом максимум 3 особам, які живуть під одним дахом.
27 квітня 2020 року встановлено зміну комендантської години з вівторка 29 квітня. Час комендантської години встановлюється з 22:00 (на годину пізніше) до 5 ранку (на годину раніше).
1 травня 2020 року повідомлено, що з 4 травня розпочнеться поетапне відновлення роботи бізнесу та послуг за наступним графіком:
- З 4 травня 2020 року до 17 травня 2020 року відкрилась частина закладів сфери послуг, з обмеженням розміщення в приміщенні максимум 15 осіб, включаючи персонал.
- У період з 18 травня до 31 травня 2020 року заклади можуть працювати з перебуванням максимум до 50 осіб у приміщенні.
- 28 травня 2020 року скасована комендантська година.[64]
- У період з 1 червня до 14 червня 2020 року заклади можуть працювати з перебуванням до 125 осіб у приміщенні.
- З 15 червня та надалі карантинні обмеження будуть визначатися пізніше.
- 26 серпня 2020 року знову запроваджено комендантську годину, яка триватиме з 24:00 до 5:00.[64][65]
- 18 вересня 2020 року тривалість комендантської години було змінено від 22:00 до 05:00.[64]
- 7 жовтня 2020 року комендантську годину було знову зменшено від 00:00 до 05:00.[64]
- 7 січня 2021 року у зв'язку з постійним збільшенням кількості випадків хвороби карантинні заходи, запроваджені в грудні, були продовжені до 31 січня 2021 року, включно з комендантською годиною з 23:00 до 5:00.[66]